# Essex (Massachusetts)
Essex es un pueblo ubicado en el condado de Essex en el estado estadounidense de Massachusetts. En el Censo de 2010 tenía una población de 3.504 habitantes y una densidad poblacional de 84,82 personas por km².

## Geografía
Essex se encuentra ubicado en las coordenadas 42°38′4″N 70°46′36″O / 42.63444, -70.77667. Según la Oficina del Censo de los Estados Unidos, Essex tiene una superficie total de 41.31 km², de la cual 36.19 km² corresponden a tierra firme y (12.41%) 5.13 km² es agua.

## Demografía
Según el censo de 2010, había 3.504 personas residiendo en Essex. La densidad de población era de 84,82 hab./km². De los 3.504 habitantes, Essex estaba compuesto por el 97.2% blancos, el 0.34% eran afroamericanos, el 0.09% eran amerindios, el 1% eran asiáticos, el 0.03% eran isleños del Pacífico, el 0.2% eran de otras razas y el 1.14% pertenecían a dos o más razas. Del total de la población el 1.31% eran hispanos o latinos de cualquier raza.